# Nectomys rattus
Nectomys rattus је врста глодара из породице хрчкова (лат. Cricetidae). 

## Распрострањеност
Врста је присутна у Бразилу, Венецуели, Гвајани, Колумбији, Суринаму и Француској Гвајани.

## Станиште
Станишта врсте су шуме и слатководна подручја. Врста је присутна на подручју реке Амазон у Јужној Америци.

## Угроженост
Ова врста није угрожена, и наведена је као последња брига јер има широко распрострањење.

### Популациони тренд
Популација ове врсте је стабилна, судећи по доступним подацима.